# Церковь Святой Богоматери (Саратов)
Церковь Святой Богоматери (арм. Սուրբ Աստվածածին եկեղեցի) — армянский храмовый комплекс с апостольской церковью в Саратове, расположенный на Армянской площади.
Этот комплекс строится армянской общиной одиннадцатый год. Он включает в себя церковь Св. Богоматери, воскресную школу, музей, библиотеку, спортивный клуб и культурный центр армянской общины «Крунк» общей площадью 1500 м². Комплекс построен в месте, которое называется «Соколовая гора», недалеко от старого аэропорта.
Комплекс построен из монолитного бетона и покрыт армянским туфом, который имеет ярко-оранжевый цвет. Мастера каменной кладки и художники, в том числе Левон Закарян, Эдгар Петросян, Лиана Петросян, Ованнес Дарбинян и Завен Геворкян, начали расписывать купол, а каменотесы заканчивают внутреннее оформление церкви.
Высота церкви - 33 м, что символизирует возраст Христа. Под церковью (площадь 408 м²., вместимость 400 человек) разместится музей.

## Фотогалерея

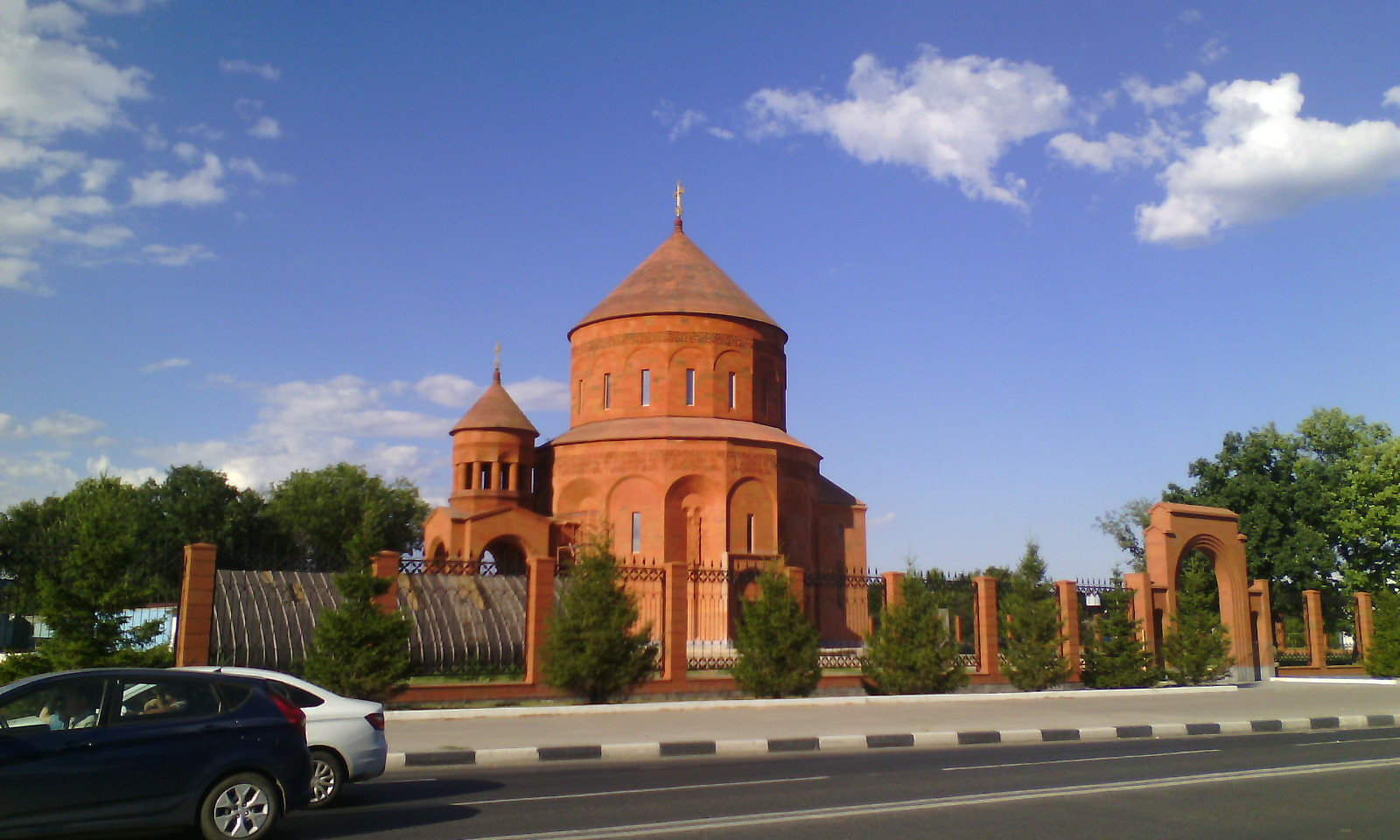
Вид с проезжей части
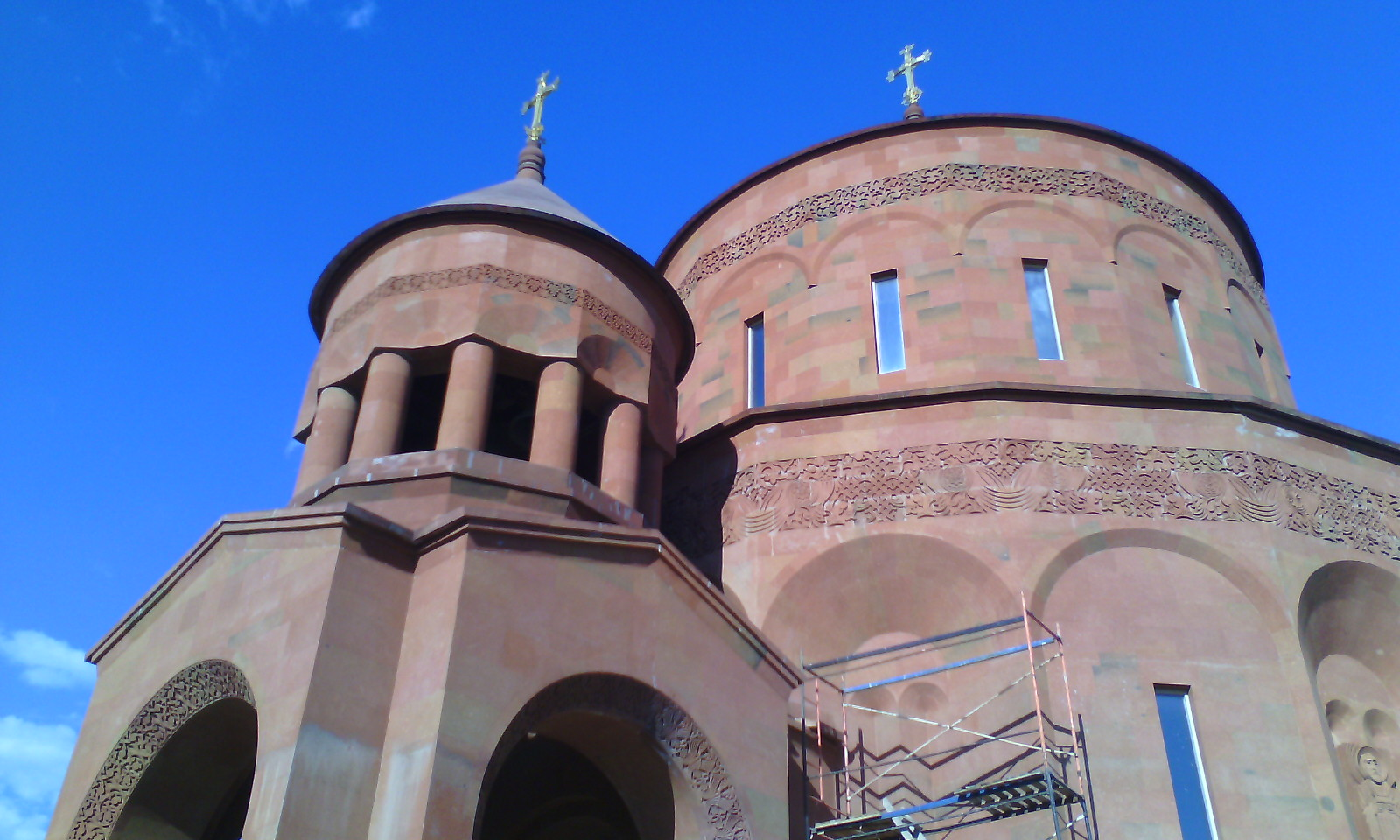
Купола церкви и колокольни
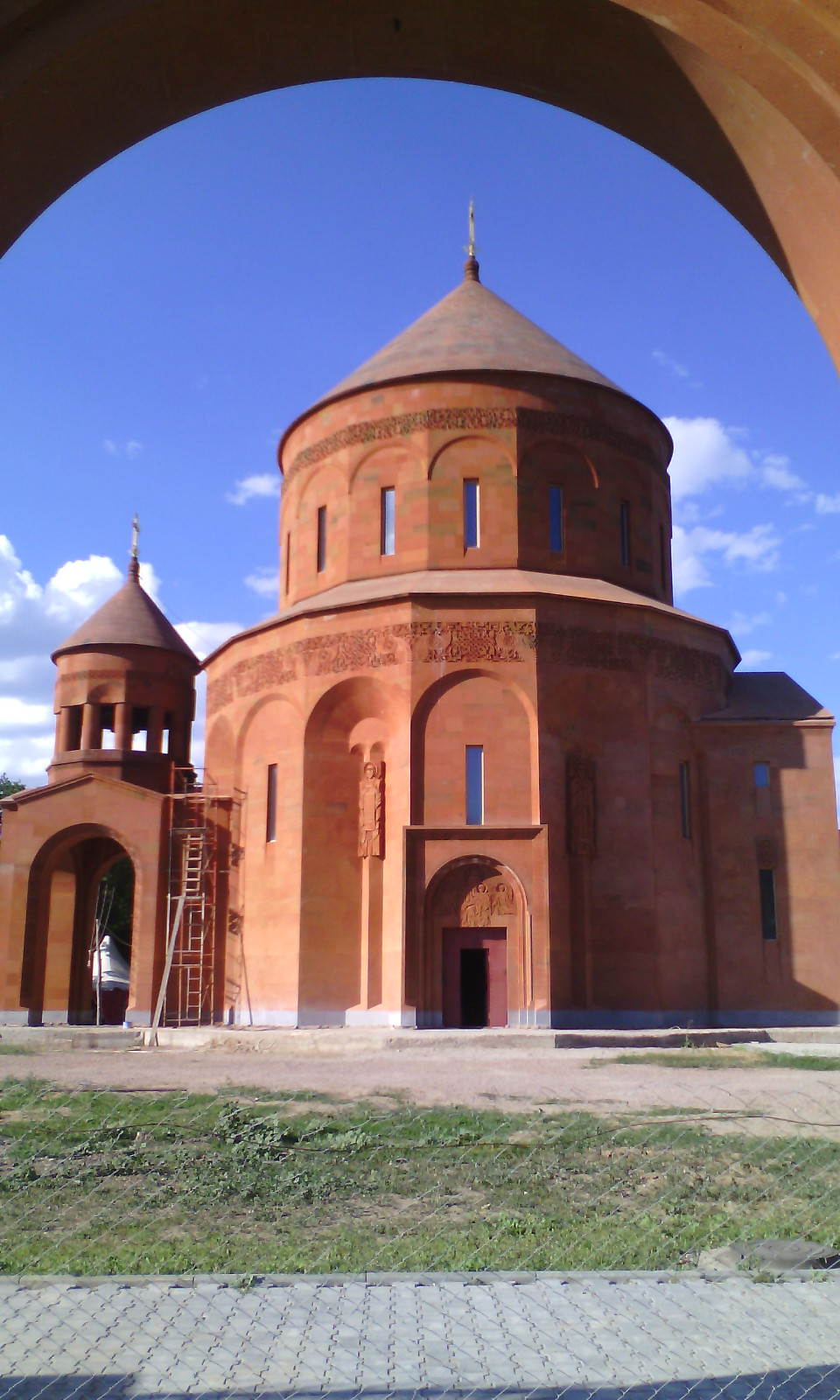
Центральный вход
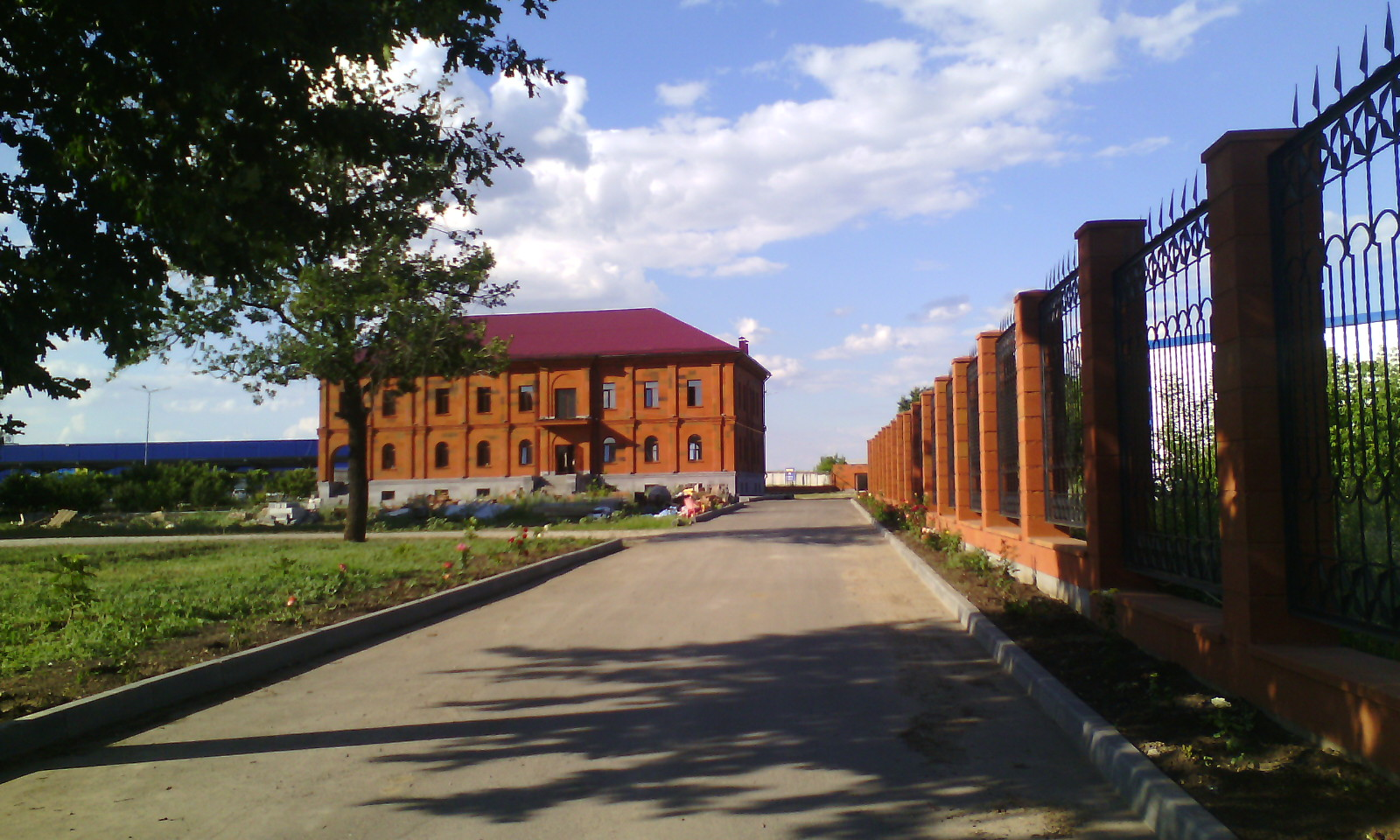
Армянская воскресная школа
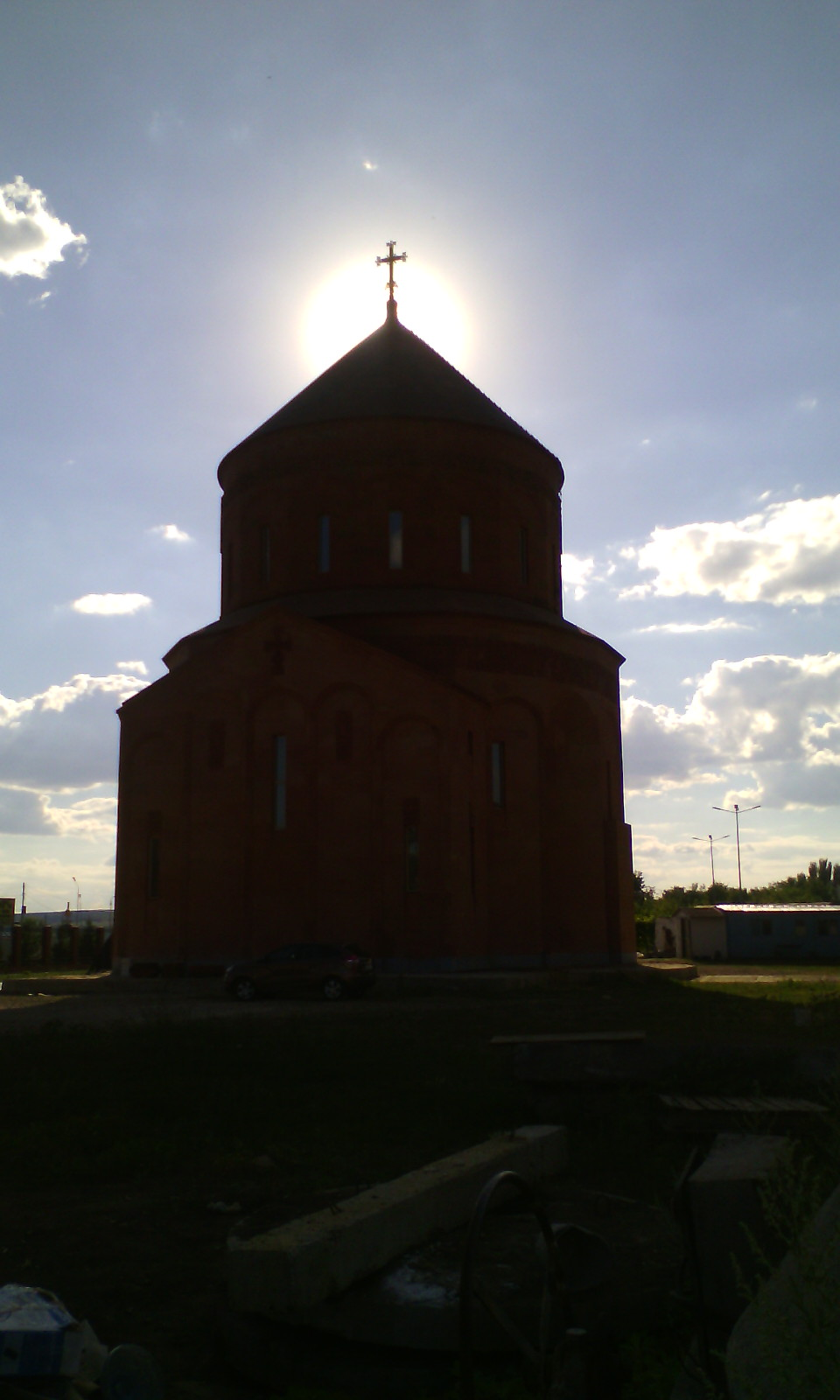
Северная сторона церкви
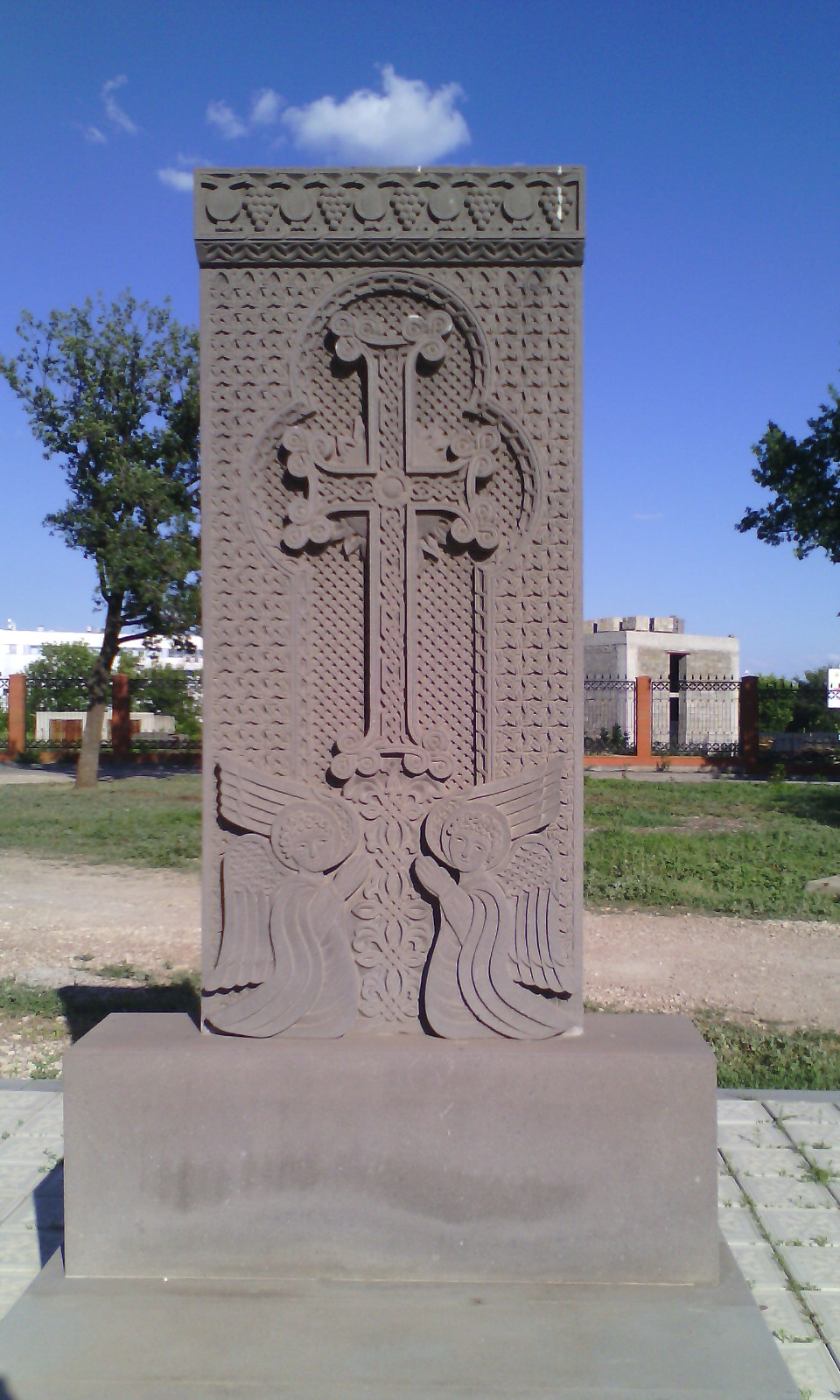
Хачкар в память жертв Геноцида армян 1915 г.

## Внешние ссылки
- https://ya.ru/video/preview/4543307333818216394 - 11 апр. 2023 г.